# Millersburg (Pensilvania)
Millersburg es un borough ubicado en el condado de Dauphin en el estado estadounidense de Pensilvania. En el año 2000 tenía una población de 2,562 habitantes y una densidad poblacional de 1,270.4 personas por km².

## Geografía
Millersburg se encuentra ubicado en las coordenadas 40°32′30″N 76°57′26″O / 40.54167, -76.95722

## Demografía
Según la Oficina del Censo en 2000 los ingresos medios por hogar en la localidad eran de $34,970 y los ingresos medios por familia eran $44,327. Los hombres tenían unos ingresos medios de $29,625 frente a los $23,205 para las mujeres. La renta per cápita para la localidad era de $19,217. Alrededor del 6.8% de la población estaba por debajo del umbral de pobreza.